# Belarussischer Eishockeyverband

Logo der Фэдэрацыя Хакея Рэспублікі Беларусь

Der Belarussische Eishockeyverband (belarussisch Фэдэрацыя Хакея Рэспублікі Беларусь oder kurz ФХРБ) ist der Nationale Eishockeyverband Belarus. Er wird auf internationaler Ebene durch die belarussische Eishockeynationalmannschaft repräsentiert.
Der Verband betreibt die erstklassige belarussische Extraliga, die zweitklassige Wysschaja Liga sowie den belarussischen Pokalwettbewerb. Darüber hinaus organisiert der Verband den Spielbetrieb in allen Nachwuchs-Altersklassen sowie die verschiedenen Junioren-, Juniorinnen- und Frauennationalmannschaften.
Seit September 2020 ist Dsmitryj Baskau, der dem engeren Personenkreis von Aljaksandr Lukaschenka angehört, Präsident des belarussischen Eishockeyverbandes. Baskau ist mutmaßlich in die Tötung des Demonstranten Raman Bandarenka involviert, weswegen ihm die Einreise nach Lettland und Estland verboten wurde. 
Am 8. September 2021 suspendierte die IIHF Baskau für den Zeitraum bis 2026. Nach den Ergebnissen einer zehnmonatigen Untersuchung wurde festgestellt, dass Baskau Sportler und Trainer diskriminiert, entlassen und wegen ihrer politischen Ansichten bedroht hatte.